# قلنسوي تكساني
قلنسوي تكساني (الاسم العلمي:Mycena texensis) هو نوع من الفطريات يتبع جنس القلنسوي من فصيلة القلنسوية.